# Schloss Walkershofen

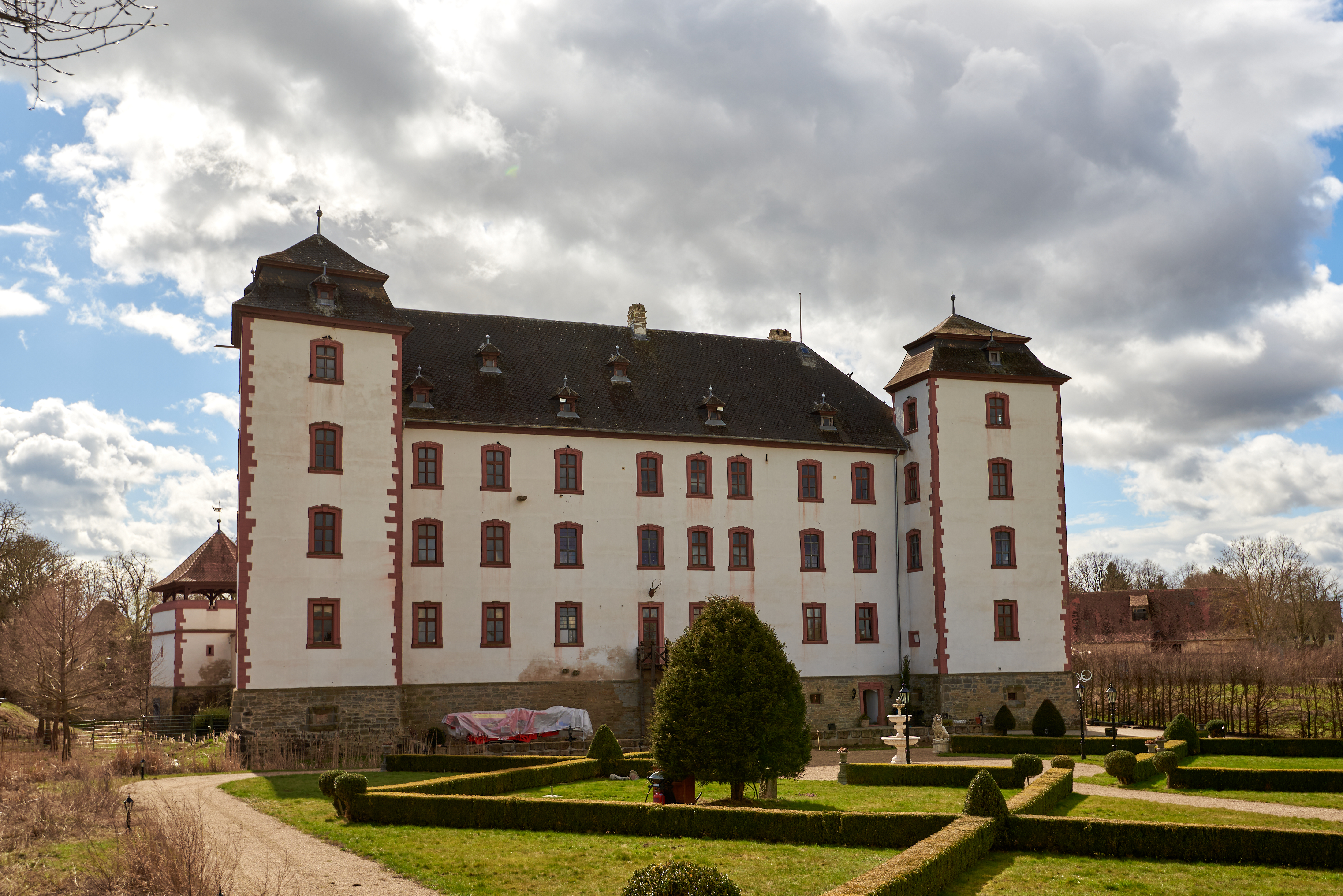
Das Schloss in Walkershofen von Norden

Schloss Walkershofen ist ein Schloss in Walkershofen, einem Teilort der Gemeinde Simmershofen im Landkreis Neustadt an der Aisch-Bad Windsheim (Mittelfranken, Bayern).

## Geschichte
Walkershofen (= "zu den Höfen des Waltgar") wird 1284 als Sitz eines Vasallen Hiltebrandus von Walgarshove erwähnt.
Hier befindet sich ein ehemals reichsritterschaftliches Schloss der Herren von Enheim, seit 1480 der Lochinger und ab 1615 der Echter von Mespelbrunn, die das jetzige zweiflügelige Schloss mit drei vorspringenden Ecktürmen und einem Basteiturm errichten ließen. Der Besitz ging durch verschiedene Hände und wurde schließlich Eigentum der Freiherren von Würtzburg, die das Schloss erneuerten. Der zum Teil noch in seiner historischen Substanz erhaltene große Gutshof bildete die ökonomische Basis des Ritterguts.
1608 unterstanden fast alle der rund 20 bäuerlichen Anwesen in Walkershofen dem Rittergut. Der Ort hat keine Kirche und gehörte wohl immer zur Pfarrei Holzhausen/Simmershofen.

## Beschreibung
Das Ensemble ist in der Liste der Baudenkmäler in Simmershofen folgendermaßen beschrieben:
Schloss mit vorgelagertem Wirtschaftshof (Aktennummer D-5-75-163-29):
- Wohntrakt (Lage), Teil der ehemaligen Wasserschlossanlage, bestehend aus dreigeschossigen, verputzten Nord- und Westflügel mit Satteldach, Schweifgiebel mit Akroteren sowie viergeschossige bastionsartige Ecktürme mit Mansarddach, Fensterrahmungen aus Buntsandstein, Eckquaderung, nach 1614 (dendrochronologisch datiert), Umbau durch Joseph Greising 1718–23 (dendrochronologisch datiert), Batterieturm mit Umfassungsmauer und Portal ergänzen zu viereckiger Anlage, dreibogige Steinquaderbrücke verbindet mit Wirtschaftshof
- Batterieturm mit Umfassungsmauer und Portal ergänzen zu viereckiger Anlage, dreibogige Steinquaderbrücke verbindet mit Wirtschaftshof
- Teil des ehemaligen Wächterhauses (Lage), später Schmiede, eingeschossiger Walmdachbau aus Bruchsteinmauerwerk, im Kern 17. Jh., 1718 (dendrochronologisch datiert)
- Ehemaliges Gutshaus (Lage), zweigeschossiger Schopfwalmdachbau aus Bruchsteinmauerwerk mit hofseitiger Außentreppe, 17./18. Jahrhundert
- Scheune (Lage), Satteldachbau aus Bruchsteinmauerwerk, Wetterfahne bez. 1847
- Ehemaliges Milchhaus (Lage), eingeschossiger Bruchsteinquaderbau mit Fachwerkgiebel, Krüppelwalmdach und Fledermausgaube, 18. Jh.
- Barockgarten (Lage), mit Portal, Brunneneinfassung und Sandsteinvasen auf Futtermauer, 1. Hälfte 18. Jh.
- Umfassungs-/Futtermauer des Wirtschaftshofes (Lage), Bruchstein mit Verbindungsbrücke zum Wirtschaftshof und zwei Rundbogenportalen, südwestliches Tor bez. 1722, 17./18. Jh.
- Graben (Lage), teils mit Futtermauer, jeweils im Süden und Osten des Schlosses und des Wirtschaftshofes, mittelalterlich
- zwei Steinvasen, 18. Jh.

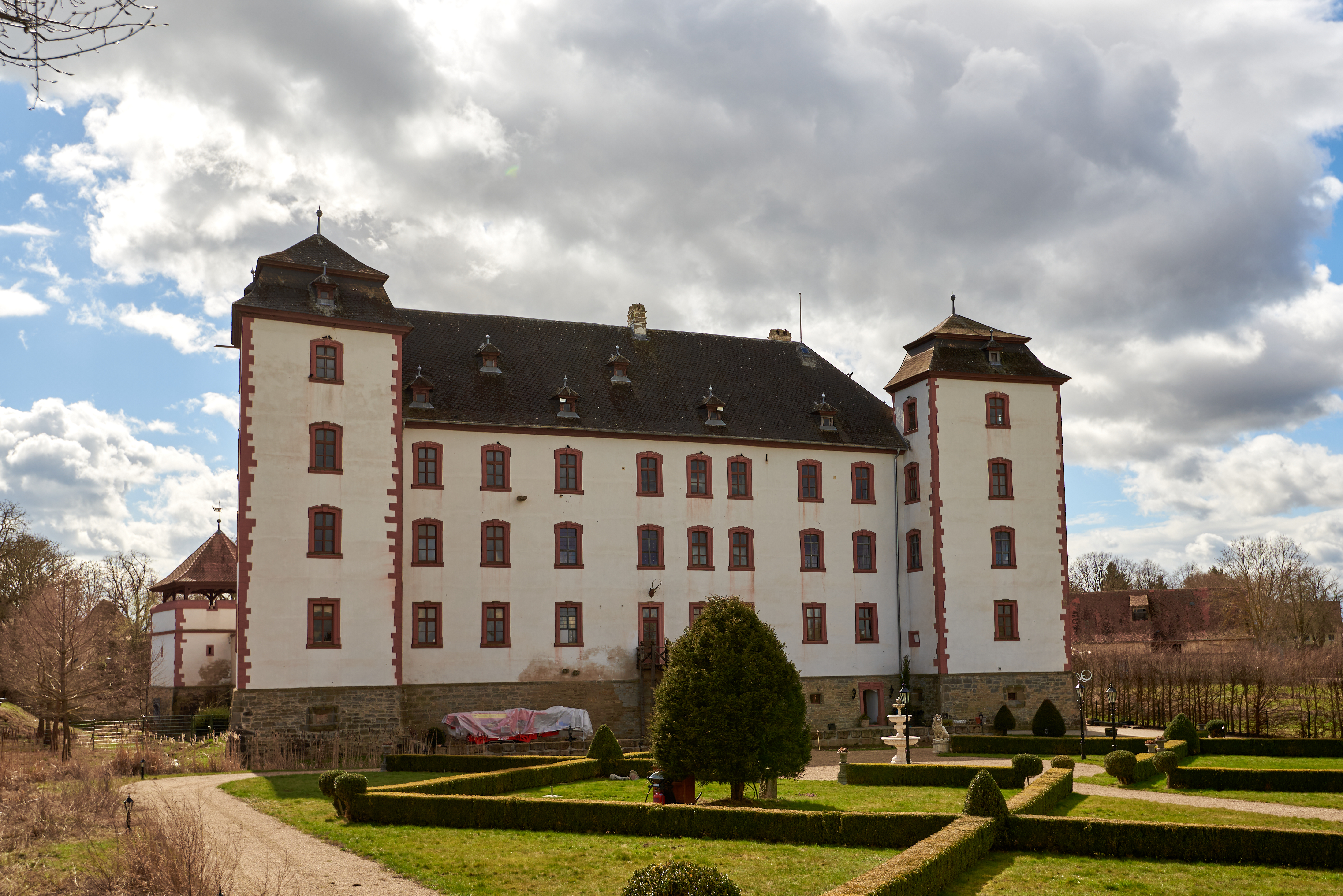
Schloss Walkershofen, von Norden
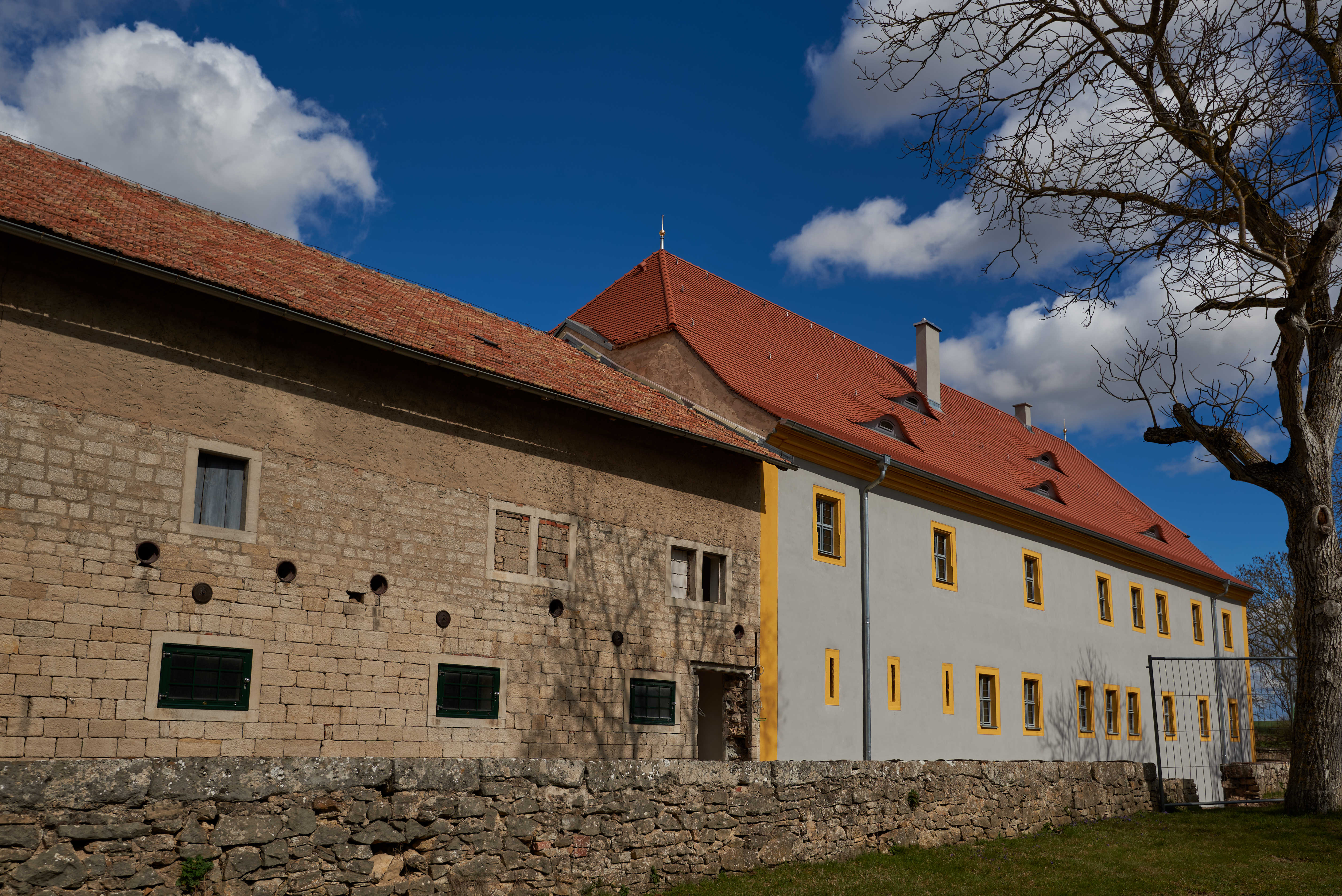
Gutshaus
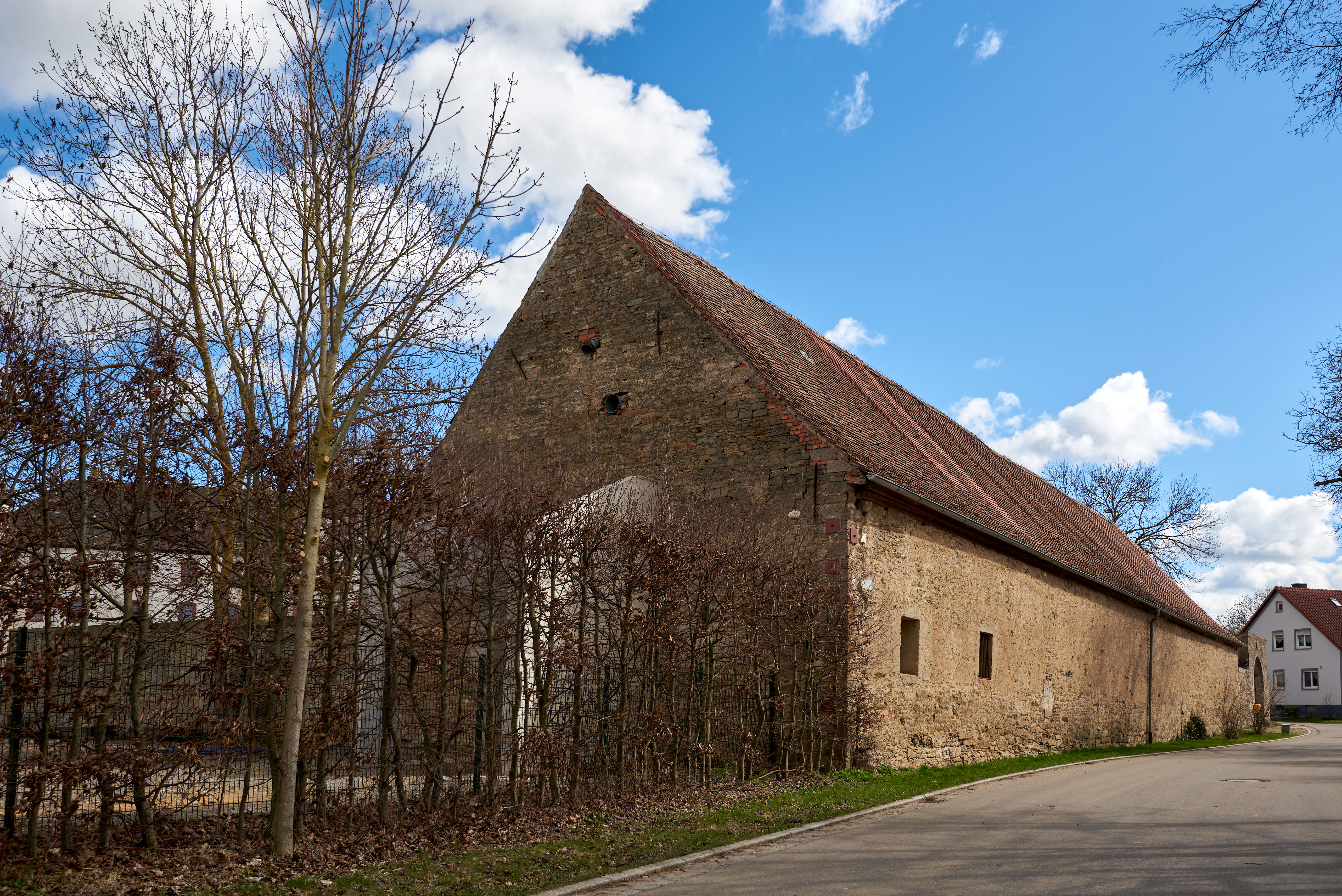
Scheune
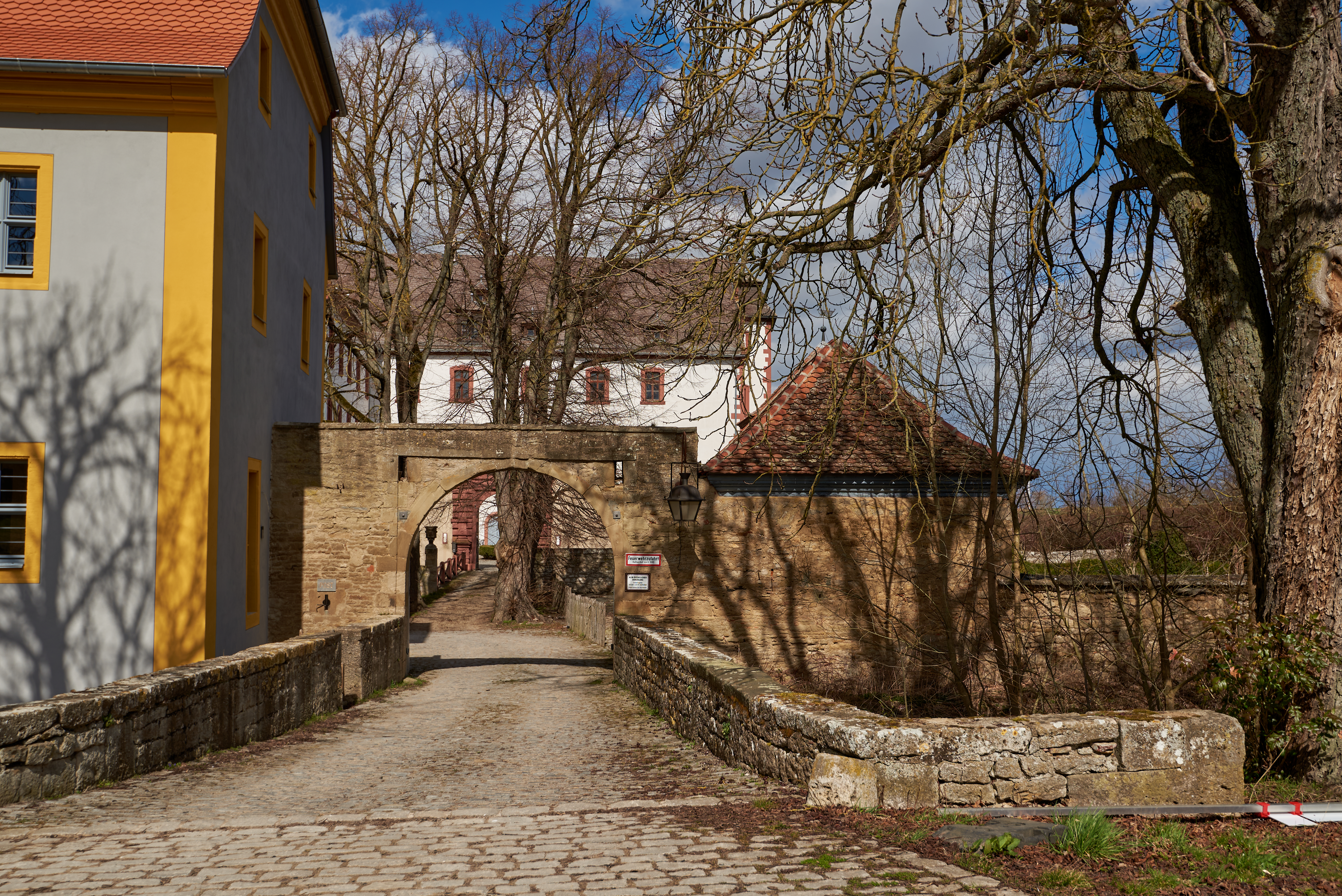
Einfriedung und Brücke zum Wirtschaftshof
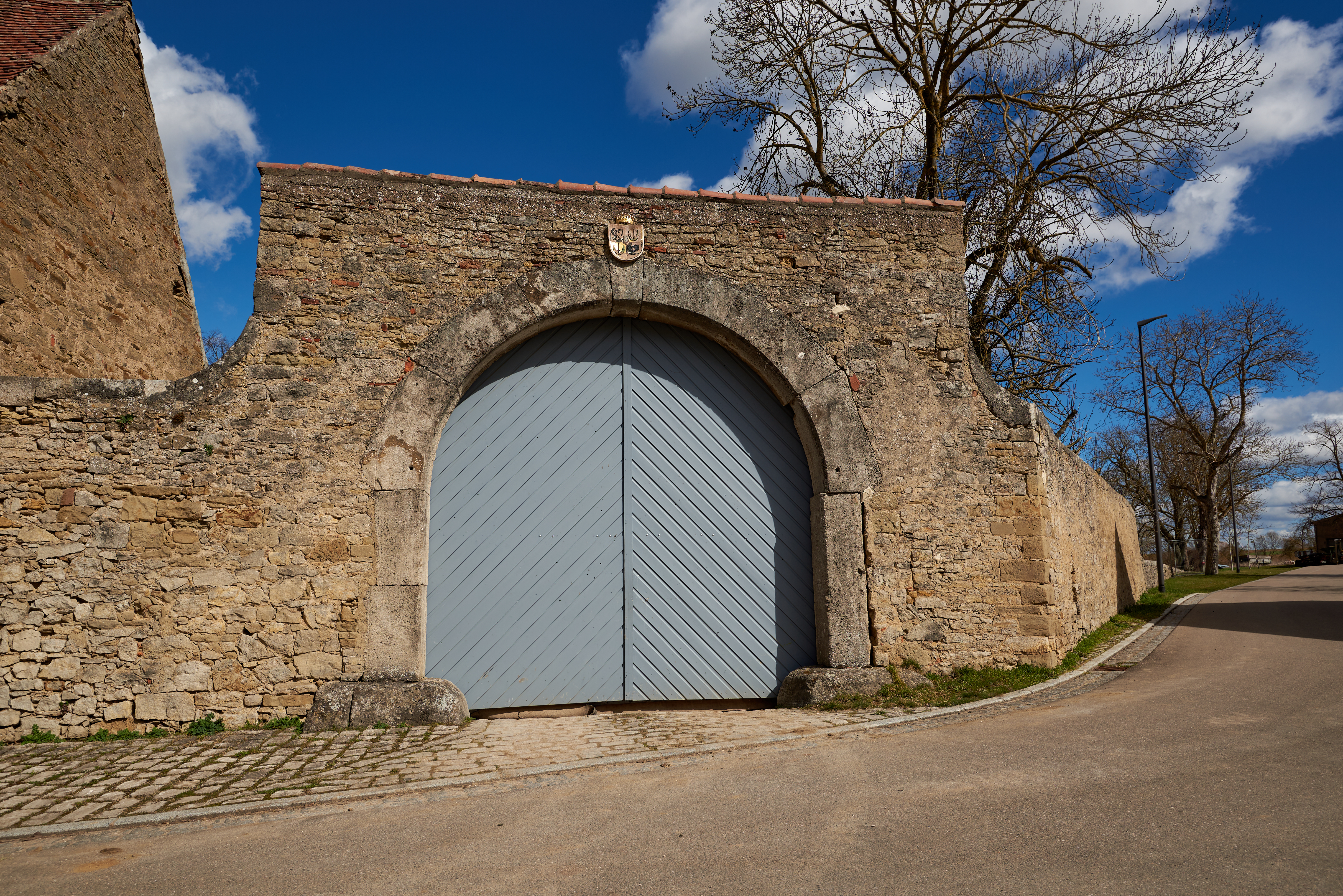
Südwestliches Hoftor

- Karte mit allen Koordinaten:
- OSM |
- WikiMap